# Hermetic Delight
Hermetic Delight est un groupe de rock français, originaire de Strasbourg, dans le Bas-Rhin.

## Biographie
Atef Aouadhi et Delphine Padilla se rencontrent alors qu’ils commencent tous deux la musique, le premier apprenant la guitare et la seconde la batterie. L’envie de jouer en groupe les pousse à établir une première formation avec Nicolas « bob » Kientzler à la basse, ami d’enfance d’Atef. En même temps qu’ils commencent leurs premières répétitions, ils passent une petite annonce pour recruter une quatrième personne au chant. Zeynep Kaya, originaire de Turquie, vient alors d’arriver à Strasbourg pour continuer sa formation de chant lyrique au conservatoire, où elle voit l’annonce déposée par le groupe : « lorsqu’elle a contacté le numéro de notre petite annonce, son téléphone a eu un bug et c’est avec une voix d’extraterrestre qu’elle s’est présentée ! » La formation complète du groupe voit le jour à partir de ce moment là, en 2010. Aux confins du shoegazing,, du post-punk et de la pop, le groupe est influencé par My Bloody Valentine, Pixies et Siouxsie and the Banshees.
Le nom du groupe symbolise pour ses musiciens l’ambivalence, à la fois par un mélange entre ésotérisme et rock’n roll, ainsi que pour signifier la dualité de l’être avec ses contradictions,. Il incarne aussi le refus de grandir : « Ça a donné “Hermetic” pour “l’éternité”, et “Delight” pour le “carpe diem” ».
Au cours des années 2011 et 2012, le groupe s’associe à d’autres projets musicaux pour fonder le label October Tone Records afin d’effectuer eux-mêmes les tâches nécessaires au développement professionnel de chacun d’entre eux.
Hermetic Delight remporte en 2012 le tremplin organisé par le festival Décibulles, leur permettant de jouer lors du premier jour du festival cette année là,.
Le groupe a produit quatre EP : Universe Like Thousands of Red Alternatives, Heartbeat, To the Grave to the Rave!!!, et Vow tous signés par le label October Tone. Depuis sa création, Hermetic Delight se produit régulièrement sur les scènes françaises et européennes. En 2014, le groupe partage la scène du festival La Ferme électrique avec Cheer-Accident, Zëro et Jessica93.

### F.A. Cult
En 2020, ils sortent leur premier album F.A. Cult, qui se distingue des EP sortis précédemment aussi bien musicalement que par la façon même dont il a été produit. Après avoir « exploré les abysses avec Vow », leur EP précédent, les membres du groupe ont cherché à agrémenter leurs influences post-punk et shoegaze de sonorités plus lumineuses, rapprochant leur musique d’une pop inspirée de groupes tels que MGMT ou Teenage Fanclub. Les textes se veulent aussi plus positifs et légers, racontant des histoires chantées parfois en turc ou en français, l’anglais étant la seule langue qui était utilisée jusque là.
Le groupe s’inspire de musiques de films, d’émotions, d’ambiances et des arts visuels de façon générale pour créer un album cinématographique qui « invite l’auditeur à voir défiler des images, peut-être celles d’Ennio Morricone ou de David Lynch… ». La collaboration avec Charles Rowell du groupe Crocodiles pour la production de l’album a poussé les membres d’Hermetic Delight à porter une attention particulière au travail du son qui a contribué à cet aspect cinématographique. Zeynep témoigne : « Quand on faisait les vocaux, Charles, le producteur, me demandait de m’imaginer dans l’ambiance d’un western ou d’un film de Lynch. On a utilisé cette méthode et elle amène peut-être à ce côté atmosphérique ». Le groupe bénéficie aussi des conseils d’Anna Calvi, notamment quant à la place qu’occupe la voix au sein de cet album, davantage mise en valeur et utilisant le plein potentiel de Zeynep.
La pochette de l’album a été conçue par le duo parisien Cranes Studio, spécialisé dans les expérimentations esthétiques autour du vinyle. Elle est un assemblage d’éléments porteurs de sens pour le groupe : « À l’image de notre musique, l’arrière-plan rouge nacarat est une couleur forte, intense, vivante mais n’est pas simpliste ni primaire. Le paon est un symbole fort à travers le monde, il représente beaucoup de choses positives. Le fait qu’il s’agisse d’une statue décorative plutôt que de l’animal témoigne de notre volonté de sublimer le banal. La statue du paon est une analogie au fait que nous nous sommes essayés à une sublimation de la pop culture, souvent considérée comme le genre banal de la musique ».

## Membres principaux
- Atef Aouadhi - guitare
- Zeynep Kaya - chant, claviers
- Delphine Padilla -  batterie

## Membres additionnels
- Théo Cloux - guitare, claviers
- Nicolas Kientzler - basse